# N'gola Ritmos
N'gola Ritmos és un dels grups angolesos més importants del segle xx. Fou format en 1947 per Liceu Vieira Dias, Domingos Van-Dúnem, Mário da Silva Araújo, Manuel dos Passos i Nino Ndongo.
En la dècada de 1950 i 1960 va incloure noms com Liceu, Nino, Amadeu Amorim (bateria i cantant), José Maria (guitarra solista), Euclides Fontes Pereira (Fontinhas), José Cordeiro dos Santos, Lourdes Van-Dúnem, Gege, Xodô i Bélita Palma. Amadeu Amorim i Liceu foren empresonats en 1959 però el grup es va mantenir amb la força de Nino N'dongo. Gravaren dos discs i en 1965 actuaren per primer cop a la metròpoli.
En 1978 António Ole va fer la pel·lícula sobre el grup O Ritmo do N'Gola Ritmos Una altra pel·lícula O Lendário Tio Liceu e os N'gola Ritmos (2009), de Jorge António, va rebre el Premi Millor Documental al FICLuanda 2010.

## Discografia
- 1 (Ep, Alvorada, 1964) N'biri Birin / João Domingos / Chapéu Preto / Timpanas
- 2 (Ep, Alvorada, 1964) Mona Ami / Kuaba Kuaie Kalumba / Maria Da Luz / Margarida Vai À Fonte
- N'ga Sakidila (Ep, Decca, 1964) N'ga Sakidila / Chico / Xikéla / N'zage